# Liste der bolivianischen Botschafter in Paraguay
Die bolivianische Botschaft befindet sich in der Eligio Ayala No 2002, Kreuzung Independencia Nacional 822/e in Asunción.
| Ernannt / Akkreditiert | Name                           | Bemerkungen                                                                                            | ernannt von                | akkreditiert bei        | Posten verlassen |
| ---------------------- | ------------------------------ | --- | -------------------------- | ----------------------- | ---------------- |
| 1931                   | Luis Fernando Guachalla        | [ 1 ]                                                                                                  | Daniel Salamanca Urey      | José Patricio Guggiari  | Juni 1931        |
| 1938                   | Fabián Vaca Chávez             | [ 2 ]                                                                                                  | Germán Busch Becerra       | Félix Paiva             |                  |
| 1939                   | Gustavo Chacón                 | [ 3 ]                                                                                                  | Carlos Quintanilla Quiroga | José Félix Estigarribia |                  |
| 1943                   | Raul Botelho Gosalvez          | [ 4 ]                                                                                                  | Gualberto Villarroel López | Higinio Morínigo        | 1945             |
| 1947                   | Alberto Saavedra Nogales       | [ 5 ]                                                                                                  | Enrique Hertzog            | Higinio Morínigo        | 1949             |
| 1951                   | Francisco Lazcano Soruco       | | Hugo Ballivián Rojas       | Raimundo Rolón          |                  |
| 1956                   | Edgar Núñez Vela               | Von April 1954 bis Februar 1955 Präfekt von Cochabamba.                                                | Hernán Siles Zuazo         | Alfredo Stroessner      |                  |
| 1964                   | Jose Fellman Velarde           | [ 6 ]                                                                                                  | Víctor Paz Estenssoro      | Alfredo Stroessner      |                  |
| 1966                   | Ciro Félix Trigo               | (* 31. März 1915 in Tarija; November 1967 in Buenos Aires) war von 1942 bis 1944 Abgeordneter der PSU  | René Barrientos Ortuño     | Alfredo Stroessner      |                  |
| 1969                   | Emilio Molina Pizarro          | [ 8 ]                                                                                                  | Luis Adolfo Siles Salinas  | Alfredo Stroessner      |                  |
| 28. Dez. 1971          | Andrés Selich Chop             | | Hugo Banzer Suárez         | Alfredo Stroessner      | 15. Mai 1973     |
| 1984                   | Remberto Iriarte Paz           | | Guido Vildoso Calderón     | Alfredo Stroessner      | 19. Okt. 1989    |
| 1988                   | Adrián Berrenechea Torres      | | Víctor Paz Estenssoro      | Alfredo Stroessner      |                  |
| 1989                   | Guillermo Tineo Leigue         | | Jaime Paz Zamora           | Andrés Rodríguez        | 7. Aug. 1991     |
| 21. Juni 2005          | Alfredo Seoane Flores          | verheiratet mit Raquel Galarza de Seoane                                                               | Eduardo Rodríguez          | Nicanor Duarte Frutos   | 2. Juni 2006     |
| 9. Juni 2006           | Marco Antonio Vidaurre Noriega | [ 10 ]                                                                                                 | Evo Morales                | Nicanor Duarte Frutos   | 3. Nov. 2008     |
| 1. Feb. 2009           | Freddy Marcel Quezada Gambarte | (* 1933)                                                                                               | Evo Morales                | Fernando Lugo           | 30. Juni 2012    |
| 29. Juni 2012          |                                | Bolivien wird seine Botschaft, solange zurückziehen, solange nicht die Demokratie instand gesetzt wird | Evo Morales                | Federico Franco         |                  |